# 歧笔菊
歧笔菊（学名：Dicercoclados triplinervis），为菊科歧笔菊属下的一个植物种。